# Bereźnica (rejon samborski)
Bereźnica – wieś na Ukrainie w rejonie samborskim należącym do obwodu lwowskiego nad Dniestrem.
Obecny obszar wsi obejmuje dwie przedwojenne wsie:  Bereźnica Rustykalna i Bereźnica Szlachecka.